# ブルークレール
株式会社ブルークレール（ブルークレール、英語: bleu clair Co., Ltd.）は、日本の化粧品製造販売会社である。2003年に創業し、2008年に法人化された。

## 概要
ブルークレールは、天然由来原料を中心としたオーガニック・無添加処方の国産化粧品ブランド「ブルークレールオーガニクス」を展開しており、白神山地の湧き水や、オーガニック認証取得成分を特徴とする。エイジング肌や敏感肌向けに、保存料や合成界面活性剤、合成香料などを使用せず、天然成分による保存・乳化を追求した製品づくりを行っている。
2025年時点ではブルークレールオーガニクスのスキンケア、UVケア、メイクアップ製品19品に加え、サプリメントライン「ブルークレールサンテ」3品も展開している。

## メディア掲載
製品やブランドは以下のようなメディアで紹介されている：
- 『ViVi』2008年11月号
- 『anan』2014年9月24日号
- 『MyAge』2021年夏号
- 『PRESIDENT WOMAN』2019年1月号
- 『日経MJ』2013年9月号

## 代表者
松田 直美（製品開発者）。学生時代より精油を用いた化粧品を試作し、友人の肌トラブルに合わせたブレンドオイルを提供したことが原点のひとつ。2003年より美容液の構想を開始し、2007年に商品化をした。